# Cuy (Yonne)
Cuy – miejscowość i gmina we Francji, w regionie Burgundia-Franche-Comté, w departamencie Yonne.
Według danych na rok 1990 gminę zamieszkiwało 566 osób, a gęstość zaludnienia wynosiła 81 osób/km² (wśród 2044 gmin Burgundii Cuy plasuje się na 413. miejscu pod względem liczby ludności, natomiast pod względem powierzchni na miejscu 1112.).